# ニコライ・バーグマン
ニコライ・バーグマン (英: Nicolai Bergmann、1976年6月12日 - ) は、東京を拠点に活動するデンマーク出身のフラワーアーティストで、日本でトレンドを生み出した「フラワー ボックス」でよく知られている。ハンセン・仁虎雷の名義でNicolai Bergmann株式会社の代表取締役社長も務めている。
ニコライ・バーグマンの作品は、2016年に竈門神社、志賀海神社、太宰府天満宮などの神社で展示された。2018年には太宰府天満宮で、それまでの自身最大の展覧会である「HANAMI 2050 −花を愛で、未来を想う−」を 開催した。
バーグマンは、表参道にある彼のフラワースクールで講師を務め、デザインコンサルタント会社「ニコライバーグマン フラワーズ＆デザイン」を経営し、花をテーマにした「Nomu Cafe」を運営している。

## 概要

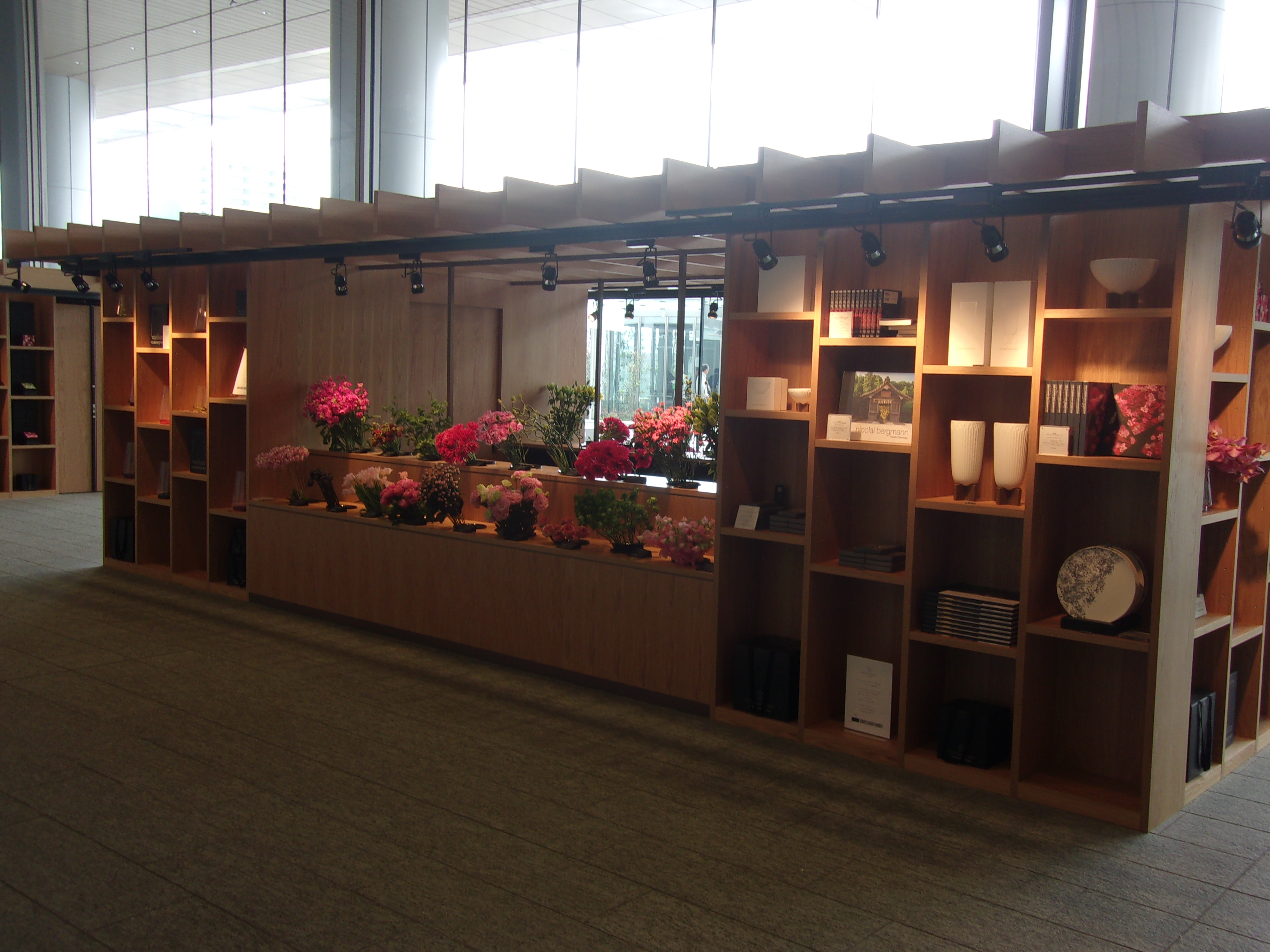
NEWoMan Takanawa(THE LINKPILLAR 1 NORTH)に店を構えるニコライ・バーグマン

子供の時に友人とクリスマスリースを作ったことから花に興味をもった。16歳の時、デンマークの3年制の技術学校に入学し、コースワークとフラワーショップでのインターンシップを組み合わせたプログラムに参加した。
1998年、ハマフローリストで働くために来日し、2001年に自分の名前を冠したブランドの店舗をオープンした。2005年、バーグマンはハマフローリストから独立し、「ニコライ・バーグマン フラワーズ＆デザイン」として自身の店舗とブランドを設立し、Nicolai Bergmann株式会社を設立した。 2010年、バーグマンは花をテーマにした「Nomu Cafe」を表参道の店舗に設立した。2017年、バーグマンはフラワーアレンジメントからインスピレーション得た「Natur」というジュエリーラインを発表した 。2018年、乳がんのピンクリボンキャンペーンの一環として、清水寺にフラワーインスタレーションを制作した。
2022年4月、箱根・強羅に「ニコライ バーグマン 箱根 ガーデンズ」をオープンした。
Nicolai Bergmann株式会社は2023年12月25日付でユニバーサル園芸社の完全子会社となったが、ユニバーサル園芸社の完全子会社化後もバーグマンは代表取締役社長に留任する。
2025年、「フラワーボックス」誕生から25周年を迎え、「フラワーボックス」の累計販売数が140万個以上と報道された。
2025年3月27日に開業したTAKANAWA GATEWAY CITYのTHE LINKPILLAR 1 NORTHに入居するNEWoMan Takanawaの第1期テナントとして直営ショップをオープン。

## フラワーボックス

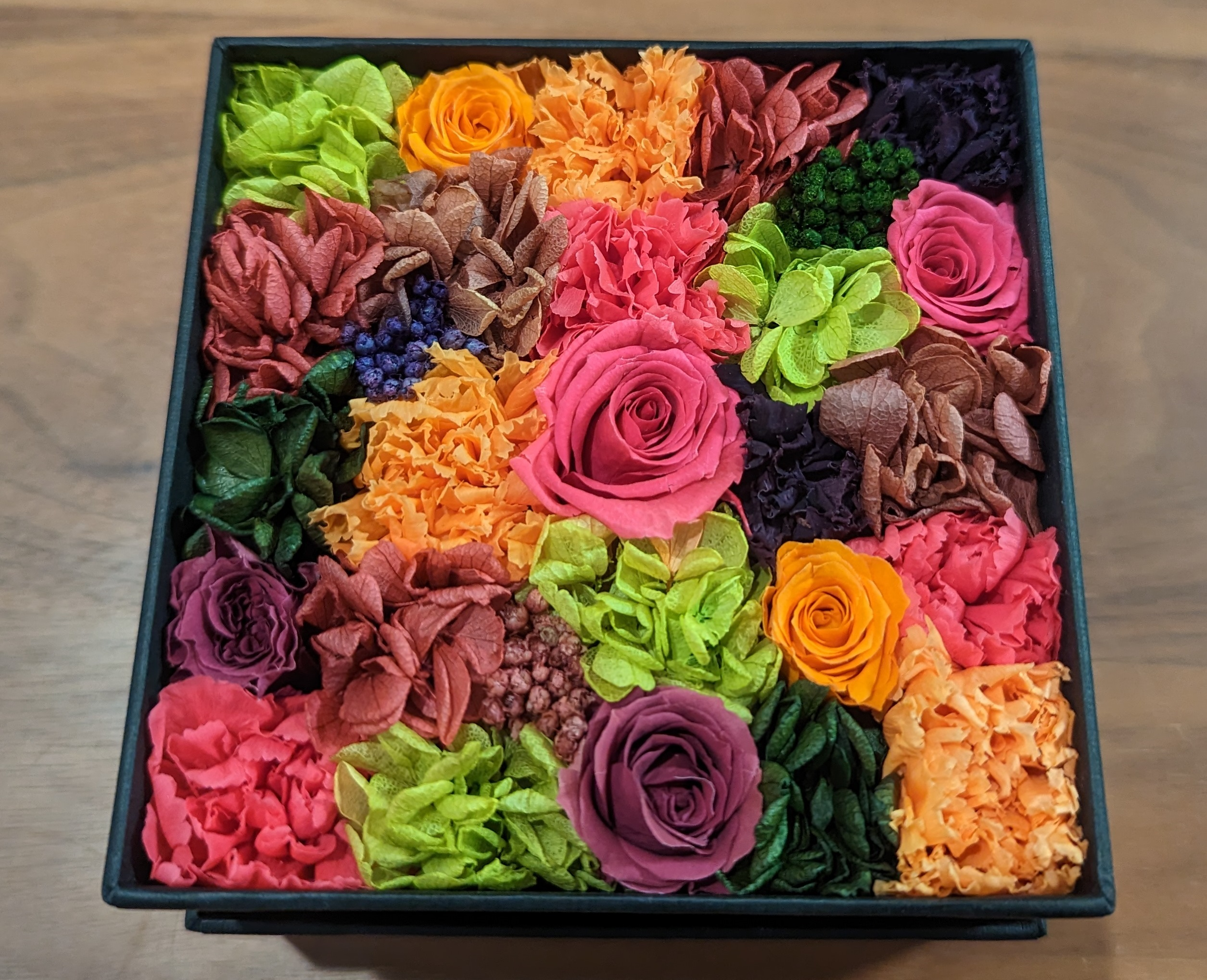
ニコライ・バーグマンの代表作、「フラワーボックス」

フラワーボックスはニコライ・バーグマンが2000年に発表。ブランドから「プレスイベントで600個のフラワーギフトを来場者に渡したい」という要望を受け、ボックスを重ねて置けるという条件の下、フラワーアレンジメントを箱に入れるなどの試行錯誤を重ねていく過程で、箱に直接花を敷き詰めるアイデアに至った。バーグマンはこのアイデアにより600個のオーダーの受注は間違いないと、意を決してプレゼンテーションに臨んだが、フラワーボックスは、不採用となった。しかし、バーグマン自身は、「フラワーボックスのアイデアは絶対に人気が出る。」と確信し、フラワーショップの店頭に並べ人気を博すようになった。